# Halowe Mistrzostwa Świata w Lekkoatletyce 2018 – sztafeta 4 × 400 m kobiet
Sztafeta 4 × 400 metrów kobiet – jedna z konkurencji biegowych rozgrywanych podczas halowych lekkoatletycznych mistrzostw świata w Arena Birmingham w Birmingham.
Tytuł mistrzowski obroniły Amerykanki.

## Terminarz
| Data    | Godzina |            |
| ------- | ------- | ---------- |
| 3 marca | 13:20   | Eliminacje |
| 4 marca | 16:30   | Finał      |

## Wyniki
| WR – rekord świata \| CR – rekord mistrzostw świata \| NR – rekord kraju \| AR – rekord kontynentu \| WL – najlepszy wynik na listach światowych w sezonie 2018 \| SB – najlepszy wynik w sezonie \| PB – rekord życiowy |

### Eliminacje
Awans: Dwie najlepsze z każdego biegu (Q) oraz dwie z najlepszymi czasami wśród przegranych (q).
Źródło: IAAF
| Pozycja | Bieg | Tor | Reprezentacja     | Zawodniczki                                                                         | Czas    | Uwagi |
| ------- | ---- | --- | ----------------- | ----------------------------------------------------------------------------------- | ------- | ----- |
| 1.      | 1    | 5   | Stany Zjednoczone | Quanera Hayes, Joanna Atkins, Georganne Moline, Raevyn Rogers                       | 3:30,54 | Q     |
| 2.      | 2    | 3   | Jamajka           | Janeive Russell, Dominique Blake, Tiffany James, Anastasia Le-Roy                   | 3:32,01 | Q,    |
| 3.      | 2    | 5   | Ukraina           | Tetiana Melnyk, Kateryna Kłymiuk, Anna Ryżykowa, Anastasija Bryzhina                | 3:32,06 | Q,    |
| 4.      | 2    | 4   | Polska            | Małgorzata Hołub-Kowalik, Joanna Linkiewicz, Natalia Kaczmarek, Aleksandra Gaworska | 3:32,07 | q,    |
| 5.      | 1    | 4   | Wielka Brytania   | Amy Allcock, Anyika Onuora, Hannah Williams, Meghan Beesley                         | 3:32,57 | Q,    |
| 6.      | 1    | 6   | Włochy            | Raphaela Lukudo, Ayomide Folorunso, Chiara Bazzoni, Maria Enrica Spacca             | 3:32,62 | q,    |
| 7.      | 2    | 2   | Czechy            | Martina Hofmanová, Marcela Pírková, Tereza Petržilková, Lada Vondrová               | 3:34,90 | SB    |
| 8.      | 2    | 6   | Portugalia        | Filipa Martins, Cátia Azevedo, Rivinilda Mentai, Dorothé Évora                      | 3:35,43 |       |
| 9.      | 1    | 3   | Kazachstan        | Swietłana Golendowa, Elina Michina, Lubow Uszakowa, Adelina Achmietowa              | 3:40,54 | SB    |
| 10 !    | 1    | 2   | Nigeria           |                                                                                     | DNS     |       |

### Finał
Źródło: IAAF
| Pozycja | Tor | Reprezentacja     | Zawodniczki                                                                                   | Czas    | Uwagi        |
| ------- | --- | ----------------- | --------------------------------------------------------------------------------------------- | ------- | ------------ |
| 01 !    | 5   | Stany Zjednoczone | Quanera Hayes, Georganne Moline, Shakima Wimbley, Courtney Okolo                              | 3:23,85 | CR · AR · WL |
| 02 !    | 1   | Polska            | Justyna Święty-Ersetic, Patrycja Wyciszkiewicz, Aleksandra Gaworska, Małgorzata Hołub-Kowalik | 3:26,09 | NR           |
| 03 !    | 3   | Wielka Brytania   | Meghan Beesley, Hannah Williams, Amy Allcock, Zoey Clark                                      | 3:29,38 | SB           |
| 4.      | 4   | Ukraina           | Tetiana Melnyk, Kateryna Kłymiuk, Anna Ryżykowa, Anastasija Bryzhina                          | 3:31,32 | SB           |
| 5.      | 2   | Włochy            | Raphaela Lukudo, Ayomide Folorunso, Chiara Bazzoni, Maria Enrica Spacca                       | 3:31,55 | NR           |
| 06 !    | 6   | Jamajka           | Tovea Jenkins, Janeive Russell, Anastasia Le-Roy, Stephenie Ann McPherson                     | DSQ     | 218.4        |